# Decora

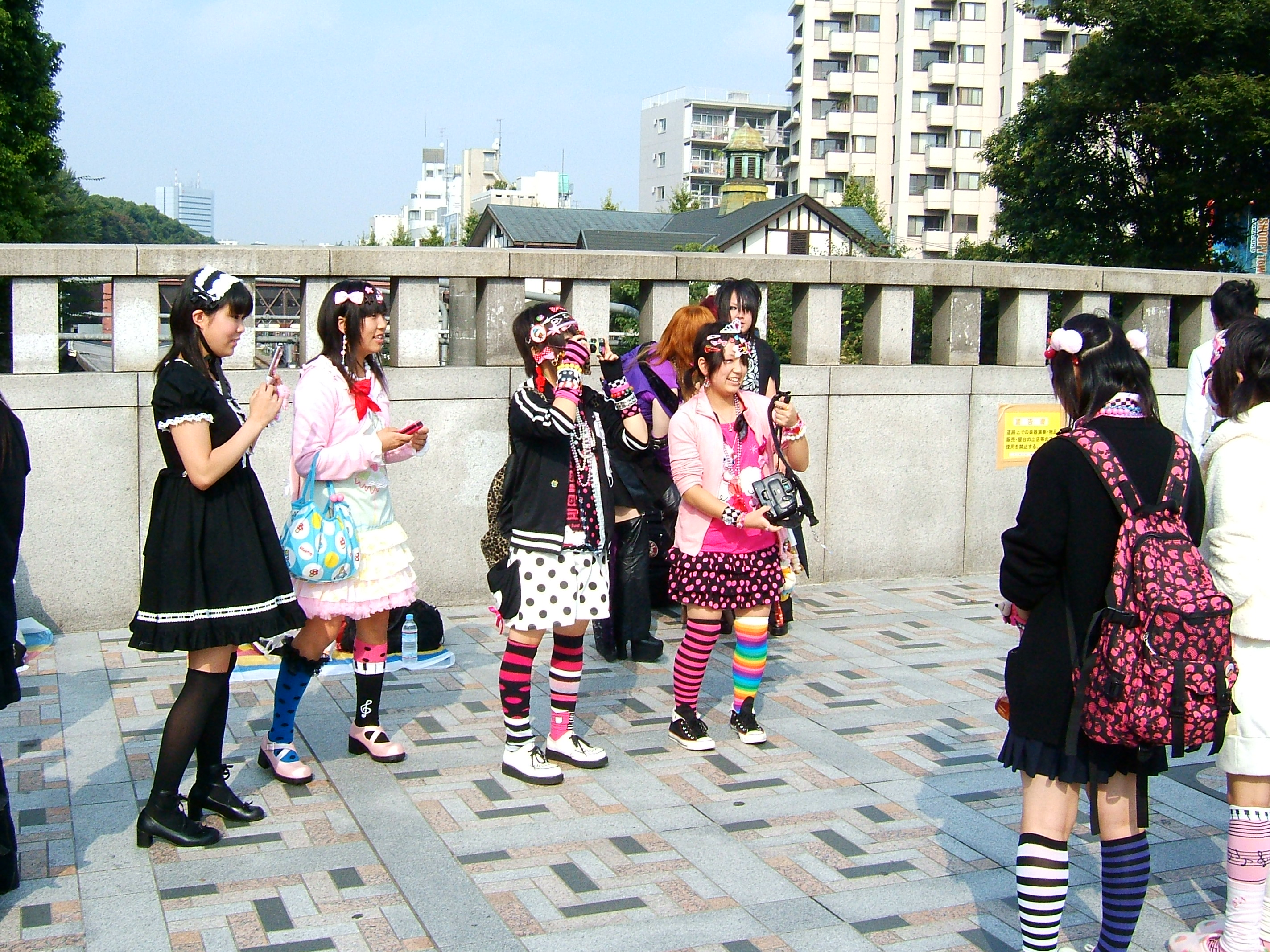
Niñas decora.

El decora o decora kei es un tipo de moda nacido en Japón que tiene lugar a principios de la década del 2000, y que tuvo su último boom hacia el 2005.
Brillantes colores y muchas capas pero no demasiado. Los Accesorios son la clave: es muy bueno si los haces a mano y mejor aun si hacen ruido al caminar. Las joyas de plástico o cosas baratas son muy populares, al igual que los celulares coloridos con un colgante alrededor del cuello. Las varitas mágicas de juguete y tiaras también son de los accesorios más comunes.
Aparece al principio en los 90 con los fanes de la cantante idol Tomoe Shinohara, quién usaba muchos accesorios y ropas de colores llamativos. En ese tiempo los fanes se hacían llamar 'shinorer', haciendo alusión al apellido de la cantante antes mencionada, pero luego de que su popularidad cayera lo mismo pasó con sus seguidores y la tendencia. Cuando resurgió en 2004, el nombre cambió a 'decora', y eran llamados también 'decorer'.
Los seguidores del decora (o decorer) por lo general, son chicas de entre unos 13 a 17 años, que utilizan variados colores cálidos, preferentemente rojo, rosado, blanco y celeste en sus ropas, peluches, pinches y gran cantidad de adornos. A pesar del aire femenino y tierno del estilo, también suelen utilizarlo chicos, aunque a diferencia de ellas, estos utilizan pantalones cortos como pescadores y bermudas

## Vestimenta

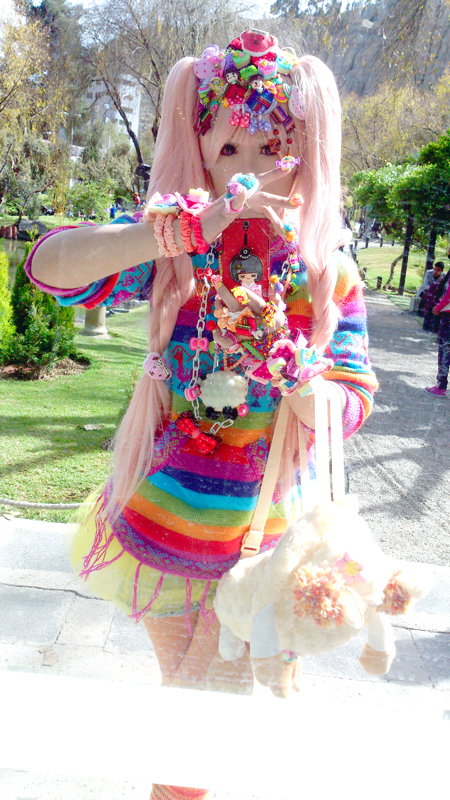
Chica vestida estilo decora

Como el nombre lo indica, estas chicas (o chicos, pero en menor cantidad) usan muchos accesorios, en la cabeza, cuello y muñecas. Preferiblemente las de plástico, coloridas, y que suenan cuando caminas. Por lo general con motivos Kawaii. Las marcas populares Decora anteriormente eran: Betty's Blue, Candy Stripper, DokiDoki6, Super Lovers, Wild & Lethal Trash, Binary, Koji Kuga, 20471120, Hysteric Glamour, Milk, y nuevas marcas como: Shirley Temple, Mezzo Piano, Angel Blue.

### Chicas
Se caracterizan por el uso de accesorios en el cabello, con muchos broches en el flequillo (el cual suelen llevar en V, desmechado o recto), al principio con el pelo negro, pero actualmente se modernizó teñirlo de varios colores, sobre todo rosa, o teñirse solo una parte de la cabeza, dejando el lado contrario de su color natural o de rubio platino. El pelo casi siempre suele ser hasta los hombros o, si es más largo, se lo atan con colitas (también de varios colores).
Usan varias pulseras (entre 4 y 7 en cada mano), anillos y collares de diversos colores (sobre todo el rosa, rojo y amarillo; casi siempre utilizan un color base, que se repite tres veces o más, y otros secundarios), a veces con guantes, y con playeras por lo general lisas, a veces acompañadas con un polerón o chaqueta. Llevan dos o más faldas, por lo general de lunares o de tul, en las que suelen combinar distintos motivos, siempre manteniendo una armonía entre los colores y las formas, dentro de lo posible.
Muchas veces llevan bolsos adornados con muñecos o peluches (casi siempre referidos al anime japonés, como Hello Kitty o Pikachu de Pokémon). También se caracterizan por el uso de dos o más calcetas en diferentes colores y diseños(generalmente a rayas o lunares), cada par puesto un poco más abajo que el siguiente para que se pueda ver el anterior. También pueden utilizar polainas. En los pies usan zapatillas, que por lo general son del mismo color que la polera superior o del polerón.

### Chicos

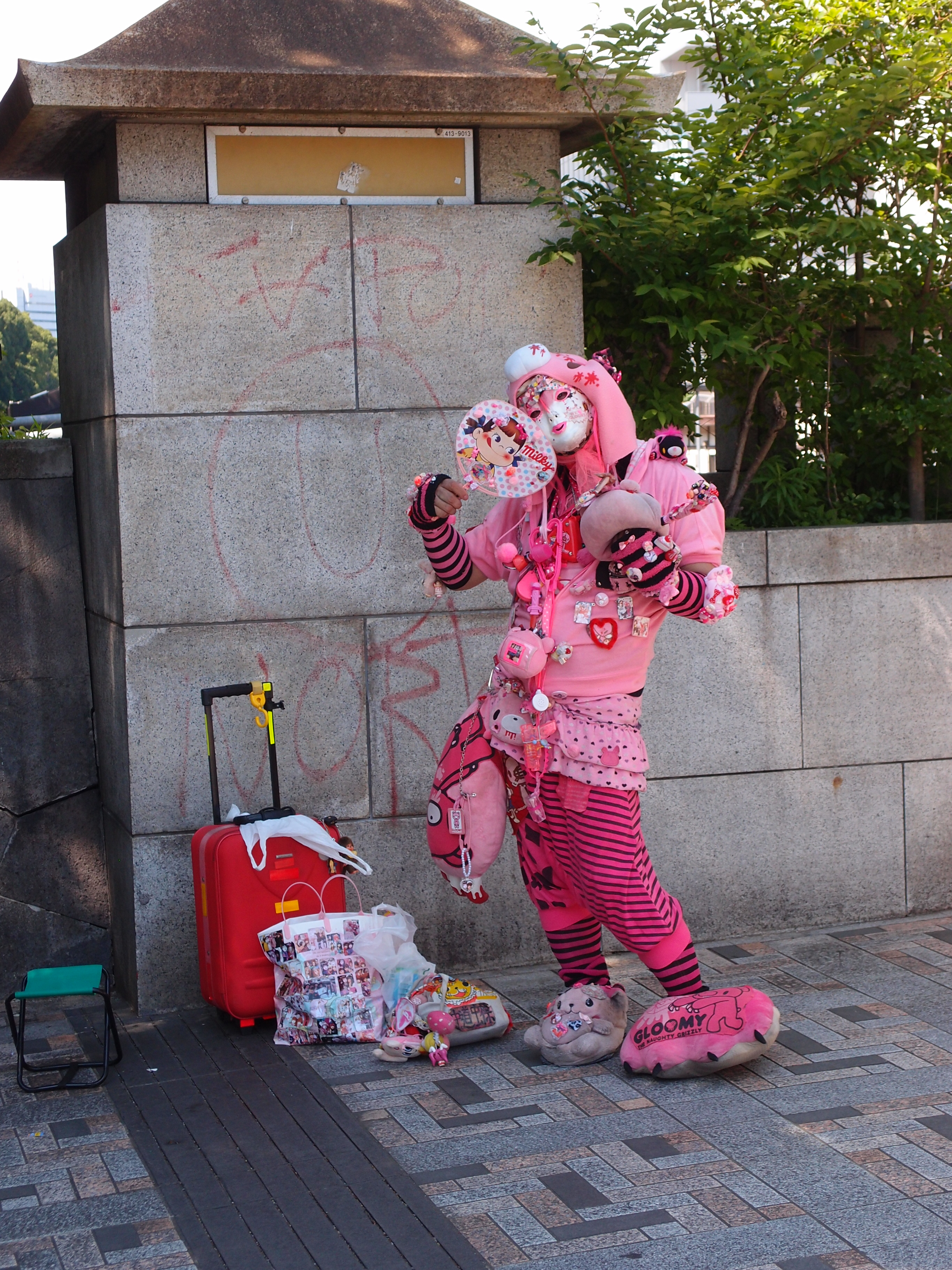
Persona aparentemente masculina vestida estilo decora. Lleva una máscara.

Muy similar a las chicas, aunque en lugar del rosa o el rojo, se destacan más el celeste, el amarillo, el naranja y en algunos casos en negro. Originalmente, al igual que en las decoras femeninas, llevaban el cabello de su color natural, pero actualmente, se lo tiñen de varios colores, por lo general de amarillo, violeta, celeste o verde. No suelen usar tantos accesorios en el cabello como las chicas, si bien pueden usar algunos broches, por lo general se complementan con algún gorro o visera. También estuvo de moda en cierto momento utilizar muchos piercings, aunque actualmente, estos ya no se utilizan, en gran parte porque se intenta mantener una estética más infantil.
El flequillo suelen utilizarlo en V o Con el flequillo largo, echado hacia el costado tapando parte o la totalidad del ojo.
También llevan algunos collares, aunque en menor cantidad, más bien, utilizan llaveros o pañuelos alrededor del cuello. La polera también suele ser lisa, complementada con un polerón o chaleco (o a veces ambos) de diferente motivo (lunares, rayas, etc.). En las manos usan tantas pulseras como las chicas, aunque más que plásticas, incluyen cintas y relojes. Llevan dos o más pantalones cortos, en las que también combinan motivos, con uno o dos cinturones. Usan medias rayadas o con lunares al igual que las mujeres, aunque en colores más masculinos, y llevan zapatillas.

## Variaciones

### DecoLoli
Las decoralolita o decololi (término occidental), son una variación formada a partir de la fusión de las modas Decora y Lolita. Se caracterizan por el uso de vestimentas lolita, como son los pomposos vestidos inspirados en la era victoriana y zapatos del tipo tea party o con plataforma; acompañada por varias pulseras y collares, y algunos accesorios en el cabello, que por lo general llevan ondulado o usan pelucas muy vistosas. Suelen utilizar marcas como Angelic Pretty, MintyMix, Milk, Shirley Temple, Mezzo Piano y otras.

### Pink Decora

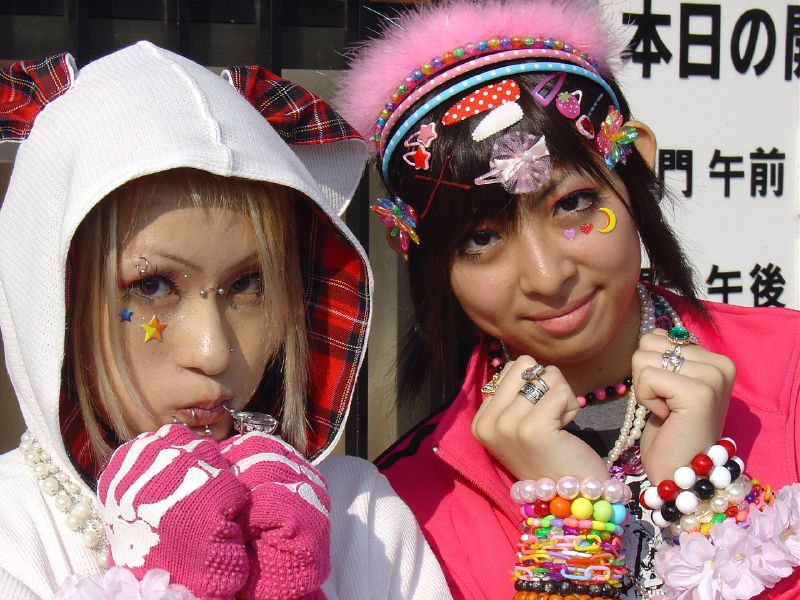
Pink Decorers

Es (o fue) el más popular, vestuario rosa o en cualquiera de sus tonalidades, generalmente combinado con rojo, blanco, negro, celeste o amarillo. Entre sus accesorios se ven siempre las cosas como llaveros, colgantes, aros, broches o colets de pastelitos, heladitos, fresas o cosas muy azucaradas.

### Dark Decora

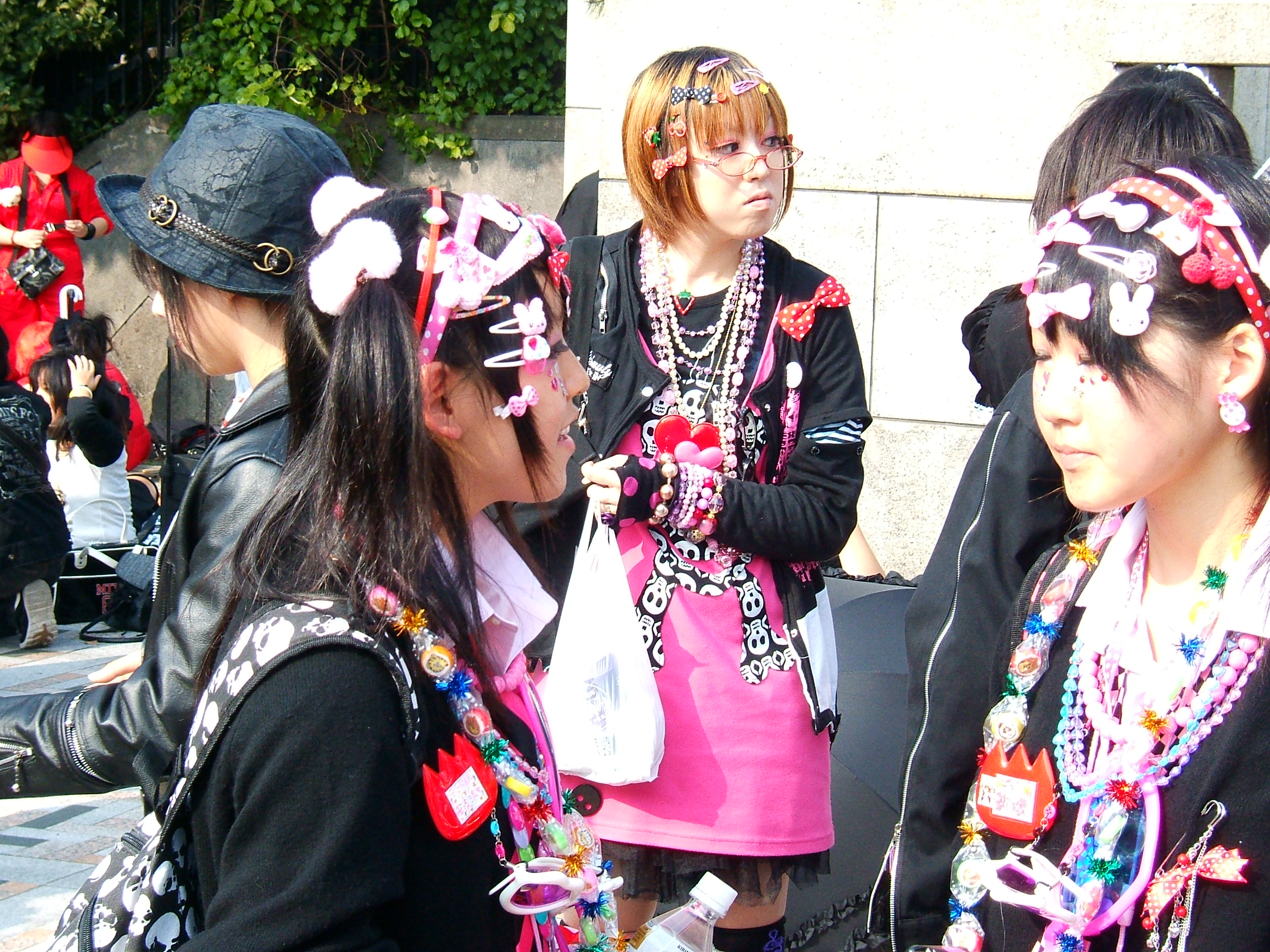
Dark Decorers en Harajuku

Decoras vestidas de negro o colores oscuros con todo lo que el decora implica: lotes y lotes de accesorios. Las combinaciones más recurrentes son negro-blanco y otro color, como rosado, rojo o celeste y accesorios de muchos colores, etc. Entre sus diseños y telas se pueden ver las calaveras, murciélagos o motivos Halloween.

### Cute Decorer
El cute Decorer es básicamente como era el Decorer cuando resurgió en 2004, era parecido al Colorful, pero con ropa mucho más normal, no solían llenarse de accesorios, eran más moderadas en ese aspecto. suelen utilizar ropa con más colores, tutús, faldas de Lolita o también faldas que son más largas (más o menos hasta la rodilla) más simples, con telas de diseños como frutas, flores y generalmente con blondas abajo y poleras de personajes de dibujos animados, como: Bob Esponja, Pokémon, Disney, Hello Kitty, etc. Generalmente usan zapatillas más deportivas o las típicas converse. En los colores en general usaban mucho el verde, amarillo, blanco, negro, rojo, azul, pero también usaban mucho el rosado.

## Nuevas variaciones
Variaciones aparecidas en los últimos años en Europa, donde parece haber resurgido esta moda.

### Rainbow Decorer
Decoración en exceso, mientras más accesorios y colores te pongas, mejor: pelo teñido al estilo arco iris, tutús multicolores, polainas y juguetes son lo que más destaca de este tipo de decora.

### Pastel Decora o FairyDeco
Es una fusión muy sweet entre las modas Fairy-Kei y Decora. utilizan colores pasteles como el lavanda, rosa claro, celeste, amarillo pálido, etc, buscando verse delicadas e infantiles. por lo general, se les puede ver vistiendo tutús o ropa similar a la que usan la lolita, con estampados como estrellas fugaces o caramelos. Marcas que suelen utilizar las Pastel Decora son: Angelic Pretty, Chocomint, 6%DOKIDOKI, Milklim, Mezzo Piano.

### Cyber Decora
Fusión entre las modas Cybergoth y Decora.

## Música
Al igual que las lolita, las decora no tienen una tendencia de música en especial, pero bandas del tipo oshare kei, han utilizado la idea de la vestimenta decora y por esto mismo, los decora suelen preferirlos. Ejemplos de estas bandas serían Oyuugi Wagamama Dan-X PaRaDeiS (Himeyuri), Decola Hopping, SuG, Eimy, LoveCan, Serial Number, Lolita23q, Teddy, de melodías y letras alegres, entre otras, aunque también suelen verse en conciertos de bandas como An Cafe, Alice Nine, etc, que pasarían a tener una vestimenta menos colorida y con mayor presencia del negro, aunque en el caso de an cafe, se mantienen las melodías y letras alegres, a diferencia de alice nine que tiene una temática más pesada.

## Decoras occidentales
El decora ha traspasado el continente asiático y también se pueden encontrar decora en otros países. Un ejemplo sería la famosa decora de Suecia, Magicuu, una niña que personalizó el estilo utilizando tonos un poco más pasteles y menos brillantes que el decora original, y por tanto admirada por muchas, actualmente ya no es Decorer.
Además de Magicuu en Suecia; Mio, en Alemania llevó el Decorer con mucho poder. También utilizando colores pasteles, se hizo famosa alrededor del mundo por utilizar marcas casi imposibles de conseguir para muchas chicas. Su gran cantidad de accesorios, ropa y combinaciones la hicieron ser admirada por todo occidente. Actualmente, al igual que muchas ex decoras, es seguidora de la moda Fairy Kei. No solo en Europa ha causado furor entre las jovencitas, el estilo ha trascendido de manera tal que llegó a toda América.
La gran mayoría de los ex decorer dejaron paulatinamente el estilo y continuaron sus vidas sin alejarse del ámbito de la cultura japonesa.
- Datos: Q3042854
- Multimedia: Decora fashion / Q3042854